# Етелберт од Кента
Етелберт од Кента (око 560 − 24. фебруар 616) је био кентски владар. Током његове владавине Кент је успоставио хегемонију над осталим државама англосаксонске Енглеске.

## Биографија
Етелберт је био син краља Еорменрика. На власт је дошао 580. или 590. године. Према наводима Беде Поштованог и Англосаксонске хронике, Етелберт је био бретвелд (хегемон) Британије крајем 6. и почетком 7. века. Франачки краљ Хариберт I дао је руку своје кћери, Берте, Етелберту уз услов да Берта може задржати своју веру. Берта је имала великог утицаја на христијанизацију Кента. Године 596. папа Гргур Велики послао је мисију на челу са Августином са задатком покрштавања Англосаксонаца. Етелберт је дозволио Августину да оснује Кентерберијску архиепископију. Етелберт је значајан и због доношења "Етелбертовог закона" који представља прву кодификацију права на германским језицима. Етелберт је касније канонизован. Најпре се славио 24. фебруара, али је касније датум померен за 25. фебруар.

## Породично стабло
|  |                       |  |  |  |  |  |  |  |  |  |  |  |  |  |  |  |
|  | 2. Еорменрик од Кента |  |  |  |  |  |  |  |  |  |  |  |  |  |  |  |
|  |                       |  |  |  |  |  |  |  |  |  |  |  |  |  |  |  |
|  |                       |  |  |  |  |  |  |  |  |  |  |  |  |  |  |  |
|  | 1. Етелберт од Кента  |  |  |  |  |  |  |  |  |  |  |  |  |  |  |  |
|  |                       |  |  |  |  |  |  |  |  |  |  |  |  |  |  |  |
|  |                       |  |  |  |  |  |  |  |  |  |  |  |  |  |  |  |
|  | 3. [[]]               |  |  |  |  |  |  |  |  |  |  |  |  |  |  |  |
|  |                       |  |  |  |  |  |  |  |  |  |  |  |  |  |  |  |
|  |                       |  |  |  |  |  |  |  |  |  |  |  |  |  |  |  |